# تا ابد جوان (فیلم ۱۹۹۲)
تا ابد جوان (به انگلیسی: Forever Young) فیلمی است محصول سال ۱۹۹۲ و به کارگردانی استیو مینر است. در این فیلم بازیگرانی همچون مل گیبسون، الیجاه وود، ایزابل گلسر، جورج ونت، جیمی لی کرتیس، جو مورتون، دیوید مارشال گرانت، رابرت هی گورمن، مایکل ای. گورجیان، آرت لافلئور، اریک پیرپوینت و ریچارد رایدر ایفای نقش کرده‌اند.

## خلاصه داستان
در سال ۱۹۳۹، کاپیتان دانیل مک‌کورمیک خلبان آزمایشی نیروی هوایی ارتش ایالات متحده است. پس از یک پرواز موفق و فرود اضطراری با بمب‌افکن نورث امریکن بی-۲۵ میتچل در پایگاه هوایی الکساندر در شمال کالیفرنیا، توسط دوست قدیمی‌اش، هری فینلی که دانشمند است مورد استقبال قرار می‌گیرد. فینلی اعتراف می‌کند که آخرین آزمایشش با نام «پروژه بی» موفق به ساخت محفظه ای برای انجماد سرمایی شده است. روز بعد، درست هنگامی که مک‌کورمیک قصد دارد به دوست‌دخترش هلن پیشنهاد ازدواج دهد، او در اثر یک سانحه رانندگی به کما می‌رود و پزشکان امیدی به بهبودی او ندارند. مک‌کورمیک از فرط اندوه اصرار می‌کند که خود را به خواب مصنوعی یکساله بسپارد تا شاهد مرگ هلن نباشد.
پنجاه و سه سال بعد در ۱۹۹۲، نَت کوپر ده‌ساله که عاشق هواپیماست و دوستش فلیکس در حال بازی در انبار ذخیره‌سازی نظامی هستند که محفظه انجماد در آن قرار دارد. آنها به‌طور تصادفی دستگاه را فعال کرده و مک‌کورمیک را بیدار می‌کنند و نَت کتش را جا می‌گذارد. مک‌کورمیک بیدار می‌شود و قبل از فهمیدن سال فعلی فرار می‌کند. ابتدا به ارتش مراجعه می‌کند، اما آنها او را دیوانه خطاب می‌کنند. او مصمم تر می‌شود تا سرنوشت خود را بفهمد.
مک‌کورمیک با دنبال کردن آدرس روی کت به خانه نَت می‌رسد و با او دوست می‌شود. هنگام پنهان شدن در خانه درختی نَت، او کلر، مادر نَت را از دست دوست‌پسر سابقش فرد نجات می‌دهد و در این حین دستش کمی آسیب می‌بیند. کلر زخمش را مداوا می‌کند و رابطه ای بین آنها شکل می‌گیرد. او اجازه می‌دهد مک‌کورمیک پیششان بماند. مک‌کورمیک و نَت بعداً یک کابین خلبانی شبیه‌سازی شده در خانه درختی می‌سازند تا او به نَت پرواز آموزش دهد. مک‌کورمیک از هوش می‌رود و در بیمارستان بستری می‌شود، جایی که متوجه می‌شود بدنش به دلیل پیری سریع در حال فروپاشی است.
مک‌کورمیک موفق می‌شود سوزان، دختر فینلی را پیدا کند که می‌گوید پدرش قبل از تولد او در آتش‌سوزی درگذشته است. او یادداشت‌های پدرش را به مک‌کورمیک می‌دهد که فرایند انجماد و برگشت‌ناپذیری پیری سریع را شرح می‌دهد. سوزان همچنین فاش می‌کند که هلن هنوز زنده است، اما آنها قبل از رسیدن اف‌بی‌آی که حالا دنبال مک‌کورمیک است، فرار می‌کنند.
کلر، مک‌کورمیک را به یک نمایش هوایی می‌برد و او با برداشتن یک بمبافکن بی-۲۵ به سمت خانه هلن در فانوس دریایی پرواز می‌کند، در حالی که نَت مخفیانه سوار هواپیما شده است. کلر یادداشت‌های هری را به اف‌بی‌آی می‌دهد تا طرحشان برای بازسازی و مدرنیزه کردن آزمایش را اجرا کنند. مک‌کورمیک دوباره دچار حمله پیری می‌شود و نَت (که پس از تمرین با شبیه‌ساز تا حدی با کنترل‌های هواپیما آشنا شده) مجبور به فرود در نزدیکی خانه هلن می‌شود. مک‌کورمیک که اکنون پیر شده، با هلن که او نیز سفیدمو است دیدار می‌کند و از او می‌خواهد با او ازدواج کند. هلن با خوشحالی می‌پذیرد و ثابت می‌شود که عشق واقعی جاودانه است. مک‌کورمیک نَت را به هلن معرفی می‌کند و فیلم با پیوستن دستان این سه و قدم زدن آنها در ساحل به پایان می‌رسد.